# Gaspare Botto
Gaspare Botto (Sarzana, 25 febbraio 1811 – Palaia, 25 gennaio 1892) è stato un matematico italiano.

## Biografia
Nonostante abbia frequentato gli studi letterari classici con profitto, Botto si iscrive presso il Collegio di Sapienza all'Università di Pisa nel novembre 1832, conseguendo la laurea in Scienze matematiche il 2 giugno 1837. Nel 1841 diventa professore ordinario di Algebra, geometria analitica e geodesia presso l'Università degli Studi di Siena, dopo essere stato nominato supplente della stessa cattedra l'anno precedente, e supplente per quella di Fisica. Nel 1845 torna a Pisa per l'insegnamento di Geometria analitica e, successivamente di Calcolo differenziale e Elementi di calcolo integrale. Nel 1877 viene nominato professore emerito dopo aver abbandonato la geometria analitica nel 1859 per dedicarsi a Calcolo infinitesimale.
Ha partecipato alla prima guerra d'indipendenza italiana durante il 1848, condividendo le posizioni sul granducato dei colleghi Mossotti e Severi.
Ritiratosi dall'ambiente accademico per motivi di salute, muore nella sua villa di Marti a Palaia il 25 gennaio 1892.